# Ghirbom, Alba
Ghirbom (în maghiară Oláhgorbó, în dialectul săsesc Birebum, în germană Birnbaum, Birbom) este un sat în comuna Berghin din județul Alba, Transilvania, România.

## Istoric
Ghirbom (în 1309 numit Pirum) deține numeroase vestigii arheologice, așezări și necropole din perioada preistorică.

## Lăcașuri de cult
- Biserica de lemn din Ghirbom (monument istoric)

## Imagini

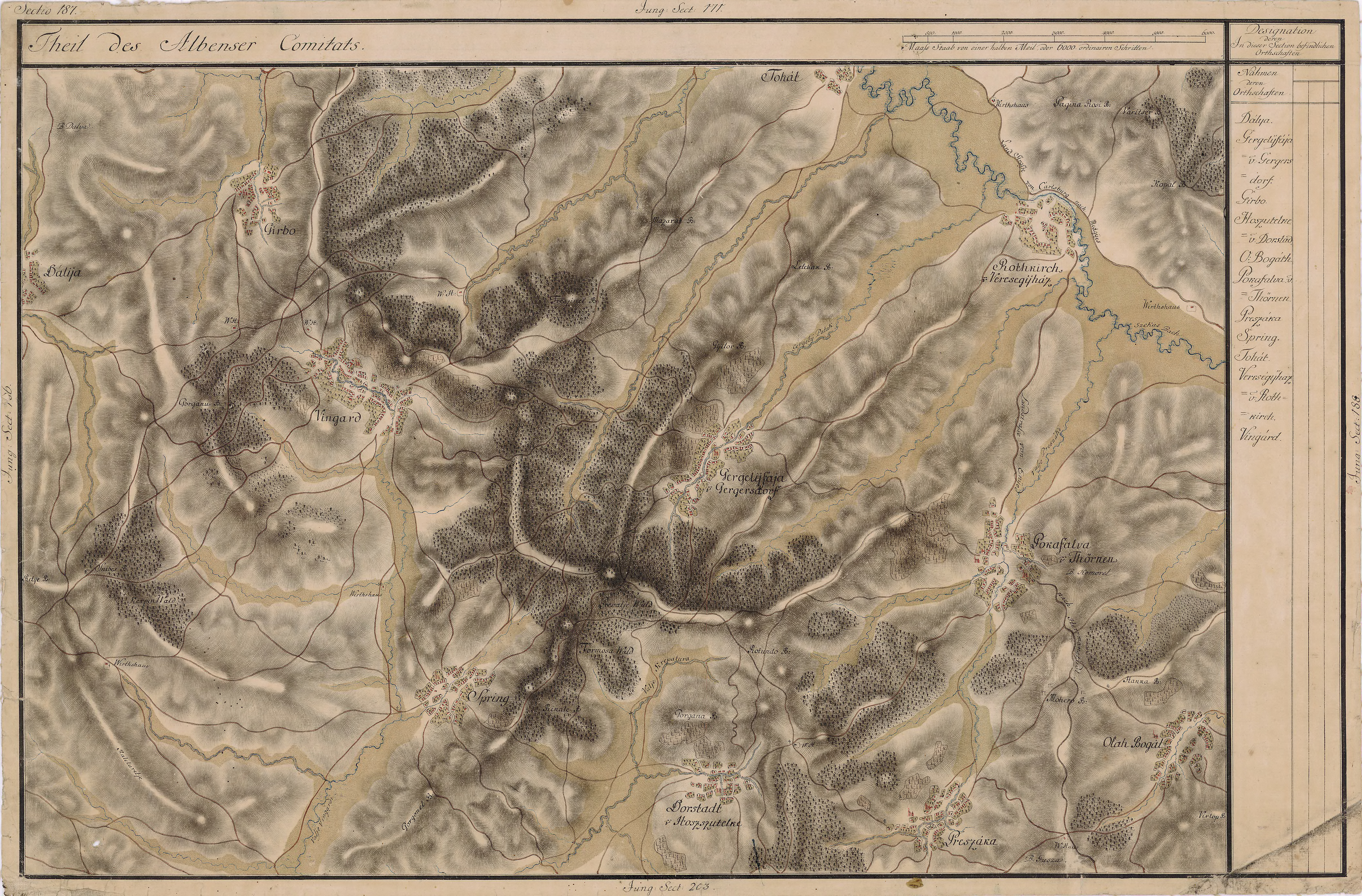
Ghirbom pe Harta Iosefină a Transilvaniei, 1769-1773